# ابوالحسن اعتصامی

ابوالحسن اعتصامی

ابوالحسن اعتصامی (زاده ۱۲۸۲ – درگذشته ۱۳۵۷) نقاش، معمار، خطاط، و نویسندهٔ ایرانی بود. پدرش، ابراهیم اعتصام الملک، رئیس کل دارائی استان آذربایجان؛ و برادرش، یوسف اعتصامی، مؤسس و مدیر مجله بهار بود. همچنین عموی پروین اعتصامی بود.
ابوالحسن اعتصامی در تهران، در مدرسهٔ اقدسیه، مدرسهٔ آمریکایی، و مدرسهٔ کمال‌الملک تحصیل کرد؛ سپس دو سال به اصفهان رفت تا فنون معماری و کاشی‌سازی را بیاموزد.
به درخواست رئیس هنرهای زیبای کشور، مجموعه‌ای از کارهای معماری و تزیینی ابوالحسن اعتصامی به نمایشگاه بین‌المللی بروکسل ۱۳۳۷ فرستاده شد. با این مجموعه، که عبارت از چندین ماکت و نمایانگر ذوق و مهارت طراح و سازندهٔ آنهاست، ابوالحسن اعتصامی مدال طلای کارهای انفرادی را اخذ کرد. این مجموعه بعدها توسط موزه ملی ایران خریداری، و به کلکسیون دائمی هنرهای اسلامی اضافه شد.
از آثار دیگر ابوالحسن اعتصامی، در زمینهٔ نقاشی، تابلوهای خرابه در دولت‌آباد، خانه روستائی در نیاوران و شفاعت پاستور از ناپلئون است. از نوشته‌های او دو داستان ناجنس محیل الدوله و مردی که تنها مانده بود، و دو نمایش نامهٔ حاجی صحاف‌باشی و آخرین شب دنیا است.

## نگارخانه

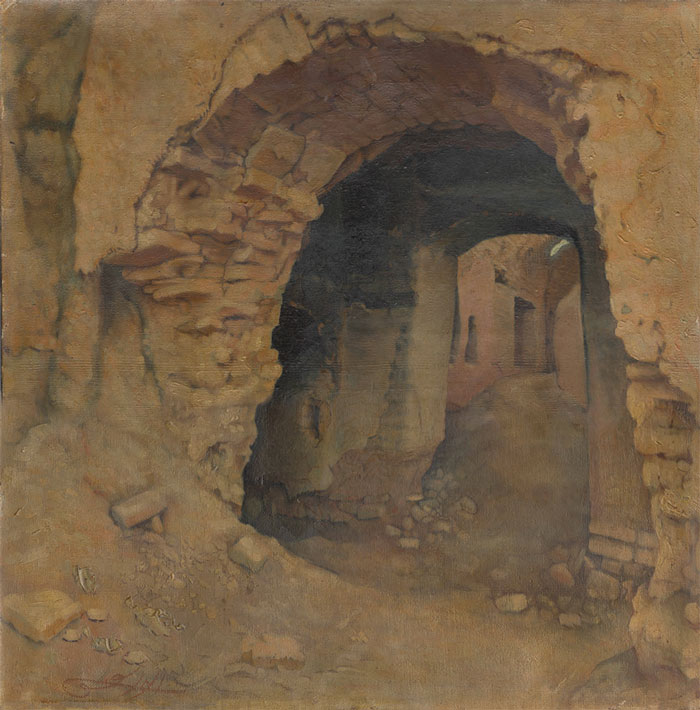
خرابه در دولت آباد، حوالی ۱۳۰۰
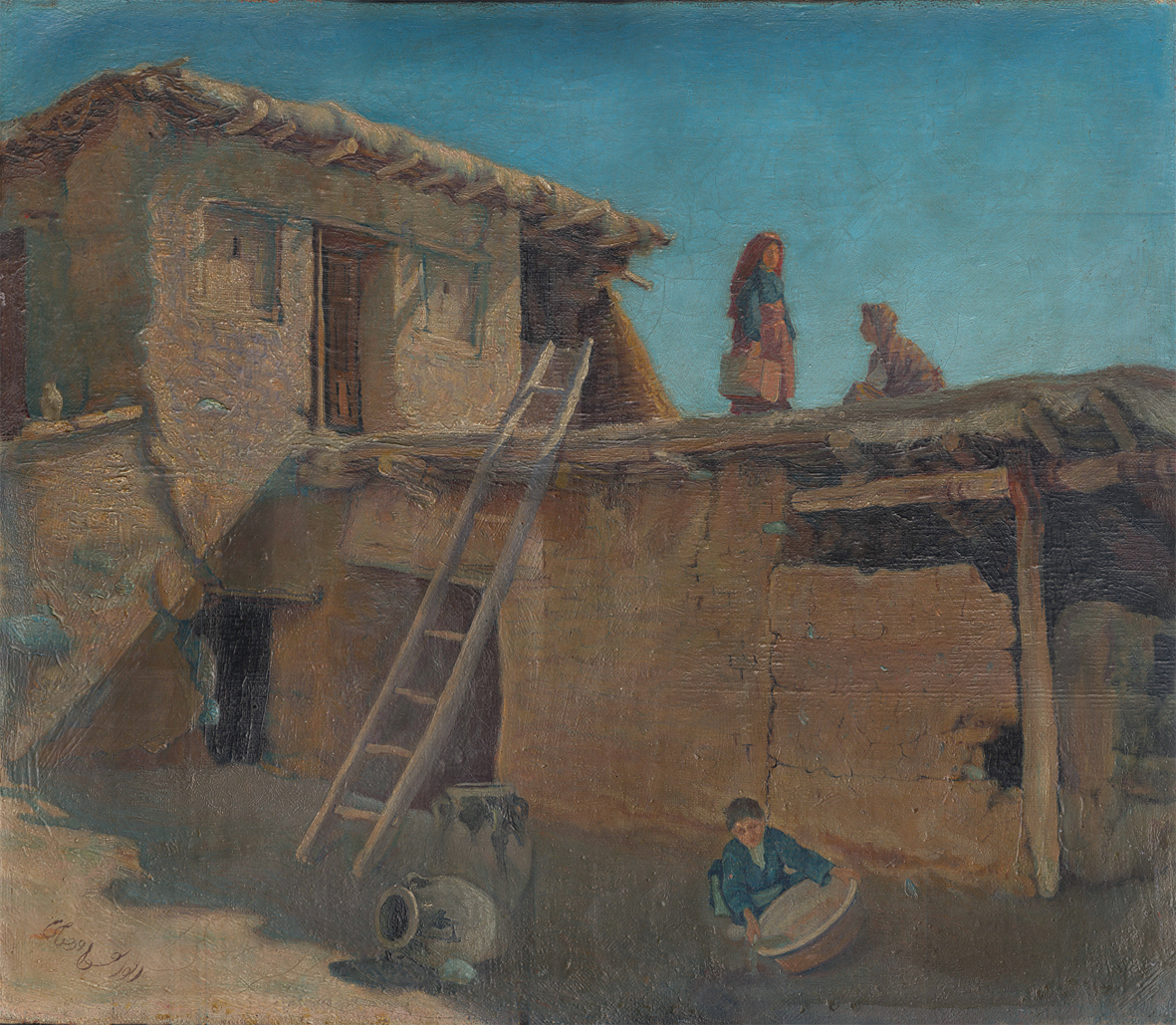
خانه روستائی در نیاوران، حوالی ۱۳۰۵